# 等語線
等語線（とうごせん）とは、言語地理学において、語、発音、語義、アクセントなど、言語の個別の要素を分布図に示したときに現れる、分布地域の境界線。ロマンス語を東西に分かつラ・スペツィア＝リミニ線、ドイツ語を南北に分かつベンラート線、サンクト・ゴアル線などが知られる。等語線は、一つ一つの言語現象に対して引くことができる。体系的に異なる二つの言語の境界に引かれる線は、言語境界線と言う。
日本では、内閣府の諮問機関である国語調査委員会が「口語法分布図」「音韻分布図」(新村出・亀田次郎)を発表している。

## 周圏分布
文化的中心で語の交替が次々と起こり、周囲に伝播していく場合、等語線は同心円状となる。これを周圏分布という。日本では柳田國男の『蝸牛考』がよく知られている。

## 等語線に飛び地が生じる原因
1. 領土や民族の飛び地。
2. 街道建設や城下町の移転などによる移住。
3. 遠距離交易による影響。

## 等語線が湾曲する原因
1. 山や谷などの障害や、川や街道などの経路。
2. 領土や民族の境界。
3. 街道建設や城下町の広がりなどによる移住。